# وشتر-اورشتدت
وشتر-اورشتدت (به آلمانی: Wester-Ohrstedt) یک شهر در آلمان است که در نوردفرایسلند واقع شده‌است.
 وشتر-اورشتدت  ۱٬۱۱۶ نفر جمعیت دارد.